# SIMM
Single Inline Memory Module ili SIMM (jedonstruka linijska modula za memoriju) ime je za vrstu RAM module koja se rabila u računarskim sistemima tokom ranih 1980-tih i te do kasnih 1990-tih godina. SIMM module izumila je tvrtka Wang Laboratories, a patentno zaštićenje usvojeno je 1987. godine.SIMM module rabljene su za jednostavnije dodavanje ili proširivanje radne memorije, koja je u prijašnjim sistemima bio složen posao koji je obično zahtijevao lemljenje memorijskih integriranih krugova na matičnu ili posebnu memorijsku ploču koje je posjedovao računarski sistem. SIMM su dolazile u izvedbi od 30 ili 72 iglica, i broj iglica je ogračavao veličinu memorije. SIMM s 30 iglica mogao je imati maksimalnu memoriju od 16MB, dok su SIMM s 72 iglice mogle najviše zapremiti 128MB. SIMM je bio standardiziran s JEDEC JESD-21C, no mnogi proizvođaći uveli su svoje vlasničke interpretacije koje nisu bile spojive s drugim sistemima.